# Gzelowe
Gzelowe – osada w Polsce położona w województwie kujawsko-pomorskim, w powiecie świeckim w gminie Warlubie.
W latach 1975–1998 miejscowość należała administracyjnie do województwa bydgoskiego.